# Janette Ahrens
Pour les articles homonymes, voir Ahrens.
Janette Ahrens, née le 10 décembre 1925 et morte le 24 avril 2016, est une patineuse artistique américaine, qui patine en simple et en couple artistique dans les années 1940. Elle patine également en quartette et remporte le titre nord-américain en 1941.

## Biographie

### Carrière sportive
Janette Ahrens participe aux compétitions individuelles, des couples artistiques et des quartettes.
En individuelle, elle est vice-championne nord-américaine en 1947.
En couple artistique, elle est trois fois vice-championne américaine avec Robert Uppgren en 1942 et 1943, puis avec Arthur Preusch en 1944.
En quartette, elle remporte le titre nord-américain en 1941 avec ses trois partenaires Mary Louise Premer, Robert Uppgren et Lyman Wakefield.
Elle arrête les compétitions en 1947.

## Palmarès
En couple avec deux partenaires :
- Robert Uppgren (1942 et 1943)
- Arthur Preusch (1944)

| Compétitions individuelles                                          | 1942 | 1943 | 1944 | 1945 | 1946 | 1947 |  |  |  |  |  |  |  |  |
| Jeux olympiques d'hiver                                             |      |      | JA   |      |      |      |  |  |  |  |  |  |  |  |
| Championnats du monde                                               | CA   | CA   | CA   | CA   | CA   | 6e   |  |  |  |  |  |  |  |  |
| Championnats d'Amérique du Nord                                     |      | CA   |      | 3e   |      | 2e   |  |  |  |  |  |  |  |  |
| Championnats des États-Unis                                         |      | 3e   | 4e   | 2e   | 2e   | 2e   |  |  |  |  |  |  |  |  |
|                                                                     |      |      |      |      |      |      |  |  |  |  |  |  |  |  |
| Compétitions en couples                                             | 1942 | 1943 | 1944 | 1945 | 1946 | 1947 |  |  |  |  |  |  |  |  |
| Jeux olympiques d'hiver                                             |      |      | JA   |      |      |      |  |  |  |  |  |  |  |  |
| Championnats du monde                                               | CA   | CA   | CA   | CA   | CA   |      |  |  |  |  |  |  |  |  |
| Championnats d'Amérique du Nord                                     |      | CA   |      |      |      |      |  |  |  |  |  |  |  |  |
| Championnats des États-Unis                                         | 2e   | 2e   | 2e   |      |      |      |  |  |  |  |  |  |  |  |
| Légende : JA = Jeux olympiques annulés ; CA = Championnats annulés. |      |      |      |      |      |      |  |  |  |  |  |  |  |  |